# Бою (Муреш)
Бою (рум. Boiu) — село у повіті Муреш в Румунії. Входить до складу комуни Албешть.
Село розташоване на відстані 224 км на північний захід від Бухареста, 39 км на південний схід від Тиргу-Муреша, 112 км на південний схід від Клуж-Напоки, 88 км на північний захід від Брашова.

## Населення
За даними перепису населення 2002 року у селі проживали 1522 особи.
Національний склад населення села:
| Національність | Кількість осіб | Відсоток |
| -------------- | -------------- | -------- |
| румуни         | 674            | 44,3%    |
| цигани         | 463            | 30,4%    |
| угорці         | 381            | 25,0%    |

Рідною мовою назвали:
| Мова      | Кількість осіб | Відсоток |
| --------- | -------------- | -------- |
| румунська | 726            | 47,7%    |
| циганська | 414            | 27,2%    |
| угорська  | 380            | 25,0%    |